# Arrondissement di Boulay-Moselle
L'arrondissement di Boulay-Moselle era una suddivisione amministrativa francese, situata nel dipartimento della Mosella e nella regione del Grand Est.
È stato soppresso il 29 dicembre 2014 per confluire nell'arrondissement di Forbach-Boulay-Moselle.

## Composizione
L'arrondissement raggruppava 96 comuni in 3 cantoni:
- cantone di Boulay-Moselle
- cantone di Bouzonville
- cantone di Faulquemont